# Aciphylla cartilaginea
Aciphylla cartilaginea är en flockblommig växtart som beskrevs av Donald Petrie. Aciphylla cartilaginea ingår i släktet Aciphylla och familjen flockblommiga växter. Inga underarter finns listade i Catalogue of Life.